# تشوإيهإي ساتو
تشوإيهإي ساتو (باليابانية: 佐藤 長栄) (15 أبريل 1951 في ياماغاتا في اليابان – )؛ هو لاعب كرة قدم ياباني سابق كان يلعب كحارس مرمى. سبق له أن لعب مع منتخب اليابان.

## وصلات خارجية
- تشوإيهإي ساتو على موقع ناشيونال فوتبول تيمز (الإنجليزية)

- National Football Teams
- Japan National Football Team Database